# 普林塞萨港地下河国家公园
普林塞薩港地下河國家公園（英語：Puerto Princesa Subterranean River National Park），或稱公主港地下河國家公園，為菲律宾一處自然保护区，位於菲律賓西南部的巴拉望島。1999年獲联合国教育、科学及文化组织列入世界遗产，為菲律賓第二個入選的自然遗产。2011年普林塞薩港地下河國家公園和亞馬遜河/亞馬遜雨林、济州岛、下龍灣、伊瓜苏瀑布、科莫多国家公园，以及桌山被評選為世界新七大自然奇观。

## 簡介
普林塞薩港地下河國家公園擁有壯觀的喀斯特地形，原始的自然美景以及完整的古老森林。它位於巴拉望島西部海岸，面對南海，在普林塞薩港西北約76公里，在马尼拉西南約360公里處。
普林塞薩港地下河國家公園位於巴拉望島的聖保羅山脈（Saint Paul Mountain Range）中，山脈由石灰岩構成，約在中新世早期形成（兩千萬至一千六百萬年前），國家公園內的最高峰為聖保羅山（Mountain Saint Paul），海拔1,027公尺。普林塞薩港地下河國家公園占地約22,202公頃，包含地下河－卡巴尤甘河（Cabayugan River）。
卡巴尤甘河在距離海岸直線距離約6公里處由地表轉入地下，河流在地下流經8.2公里後匯入南海。卡巴尤甘河轉入地下之處為一巨大洞穴，寬約100公尺、高60公尺，當地海拔約30公尺，河流進入洞穴約200公尺後，洞穴逐漸變窄。從出海口進入卡巴尤甘河，可以向上游逆行約4.5公里，此處河道水深約8公尺，河道的水面受到潮汐影響，潮差約1公尺。
這種地下河系統的特點為河面未露出地表，河水在地下直接流入海中。河流的末端受到潮汐影響，河水略帶鹽分，成為一種特別的自然現象。地下河流經的岩洞中，可以清楚看到各年代累積形成的岩層。
巴拉望島當地的原住民巴塔克人很早就知道聖保羅山脈中有地下河，但是他們認為洞穴裡有惡魔，因此不敢進入。現存最早關於普林塞薩港地下河的書面紀錄，為1887年時擔任密歇根大学动物学助理教授的迪安·科南特·伍斯特的書信中所提。在過去的數十年間，來自德国、意大利、澳大利亚等國，以及菲律賓的探險隊對聖保羅山脈中的喀斯特地形進行了深入的研究，研究人員繪製了超過24公里的地下洞穴地圖。
除了卡巴尤甘河洞穴之外，普林塞薩港地下河國家公園還有多個長度超過1公里的洞穴。公園中的另一個亮點為納比圖卡一號洞穴（Nagbituka I Cave），內有落差達40公尺的瀑布。在普林塞薩港地下河國家公園的各洞穴中有大量的蝙蝠與金絲燕。
2011年，總部設於瑞士的新七大奇迹协会評選出世界新七大自然奇观，普林塞薩港地下河國家公園列於其中。2019年6月30日，Google涂鸦慶祝普林塞薩港地下河國家公園列入湿地公约之国际重要湿地名录七週年。

## 保護狀況
普林塞薩港地下河國家公園最早於1971年3月設立，當時的名稱為聖保羅地下國家公園（St. Paul Subterranean National Park），保護範圍為3,901公頃。1999年11月將保護範圍擴大為22,202公頃，並更名為「普林塞薩港地下河國家公園」，其受到1992年6月菲律賓政府通過的第7586號法案《國家綜合保護區系統法案》（National Integrated Protected Areas System，NIPAS）之國家公園體系各種規範。2012年6月列入湿地公约之国际重要湿地名录，編號2084。
普林塞薩港地下河國家公園保存巴拉望島最完整的森林，擁有從山至海完整的生態系統，為生物多樣性保護提供了重要的棲息地。普林塞薩港地下河國家公園為菲律賓第一個由中央政府完成設立，並交由地方政府管理的國家公園。普林塞薩港地下河國家公園擁有秀麗的自然美景，為熱門的旅遊景點。為保護國家公園的生態，每日限制600名訪客到訪，每年並進行野生動植物的調查，以監測旅遊業對於生態的影響。

## 世界遺產登錄
第23屆「世界遺產委員會」會議1999年11月至12月於摩洛哥马拉喀什召開，由菲律賓申報的項目「普林塞薩港地下河國家公園」經大會通過，成為菲律賓第二個入選的自然遺產，世界遺產編號為652，2015年對於保護區內的管理分區進行調整，世界遺產編號調整為652rev。
该世界遗产被认为满足世界遺產登錄基準中的以下基準而予以登錄：
- （vii）包含出色的自然美景与美学重要性的自然现象或地区。
- （x）拥有最重要及显著的多元性生物自然生态栖息地，包含从保育或科学的角度来看，符合普世价值的濒临绝种动物种。

登錄理由如下：
標準（vii）：普林塞薩港地下河國家公園擁有壯觀的石灰岩與喀斯特地貌，它包含一條直接流向大海的地下河，這條河的下游受海洋潮汐影響，水質微鹹，潮汐對河流的影響為重要的自然現象。地下河流域有數個寬120公尺、高60公尺的巨大洞窟。由出海口向內陸可航行的距離達4.5公里，使普通民眾可以容易親自體驗，他們可以在乘坐小舟欣賞壯觀的岩層。
標準（x）：該處包含全球重要的生物多樣性保護棲息地之一，有800多種植物，以及200多種動物，擁有傑出的生物多樣性，其中包括瀕危物種綠蠵龜（學名：Chelonia mydas）與極危物種玳瑁（學名：Eretmochelys imbricata）。它包括一個完整的由山至海的生態系統，保護了巴拉望省當中最重要的森林地區，包括八種森林形態：超基性岩上的森林、石灰石土壤上的森林、山地森林、淡水沼澤森林、低地常綠热带雨林、河流森林、海灘森林和红树林。

## 圖集

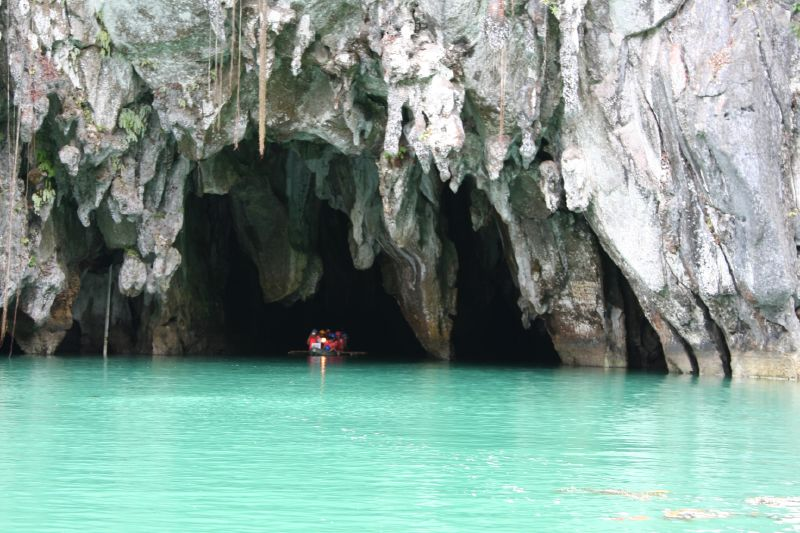
地下河入口
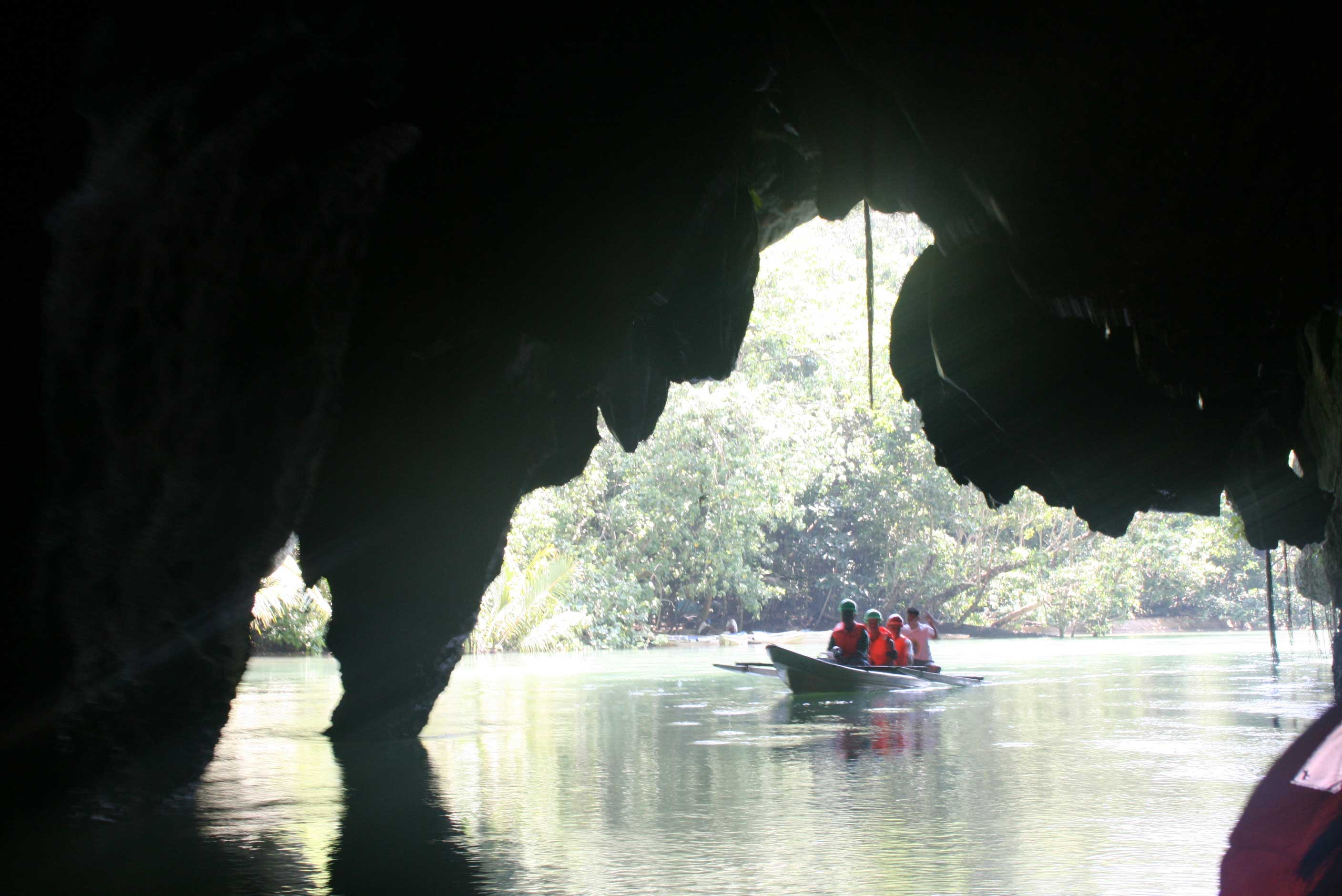
遊船準備進入地下河
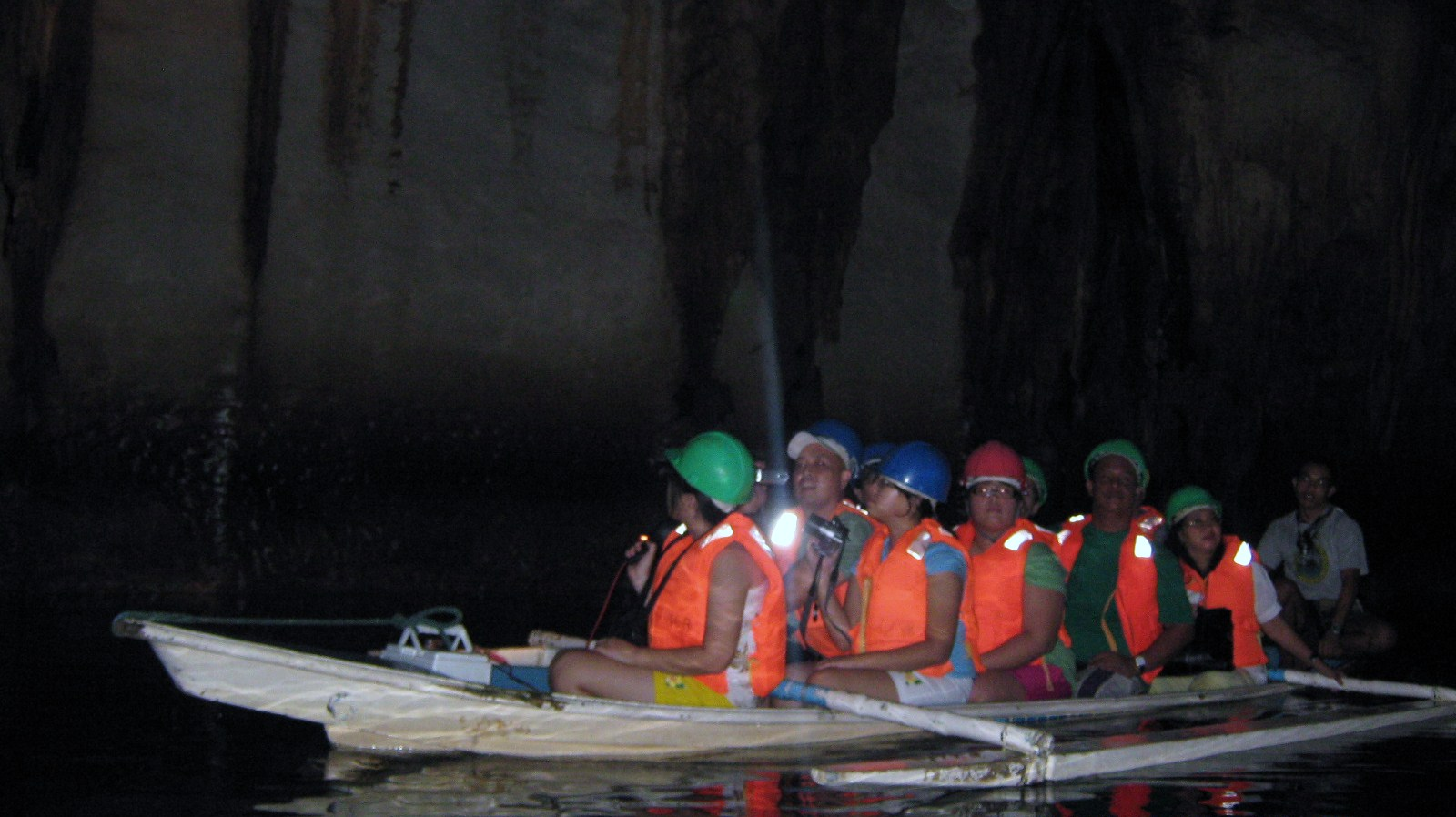
遊船在地下河內
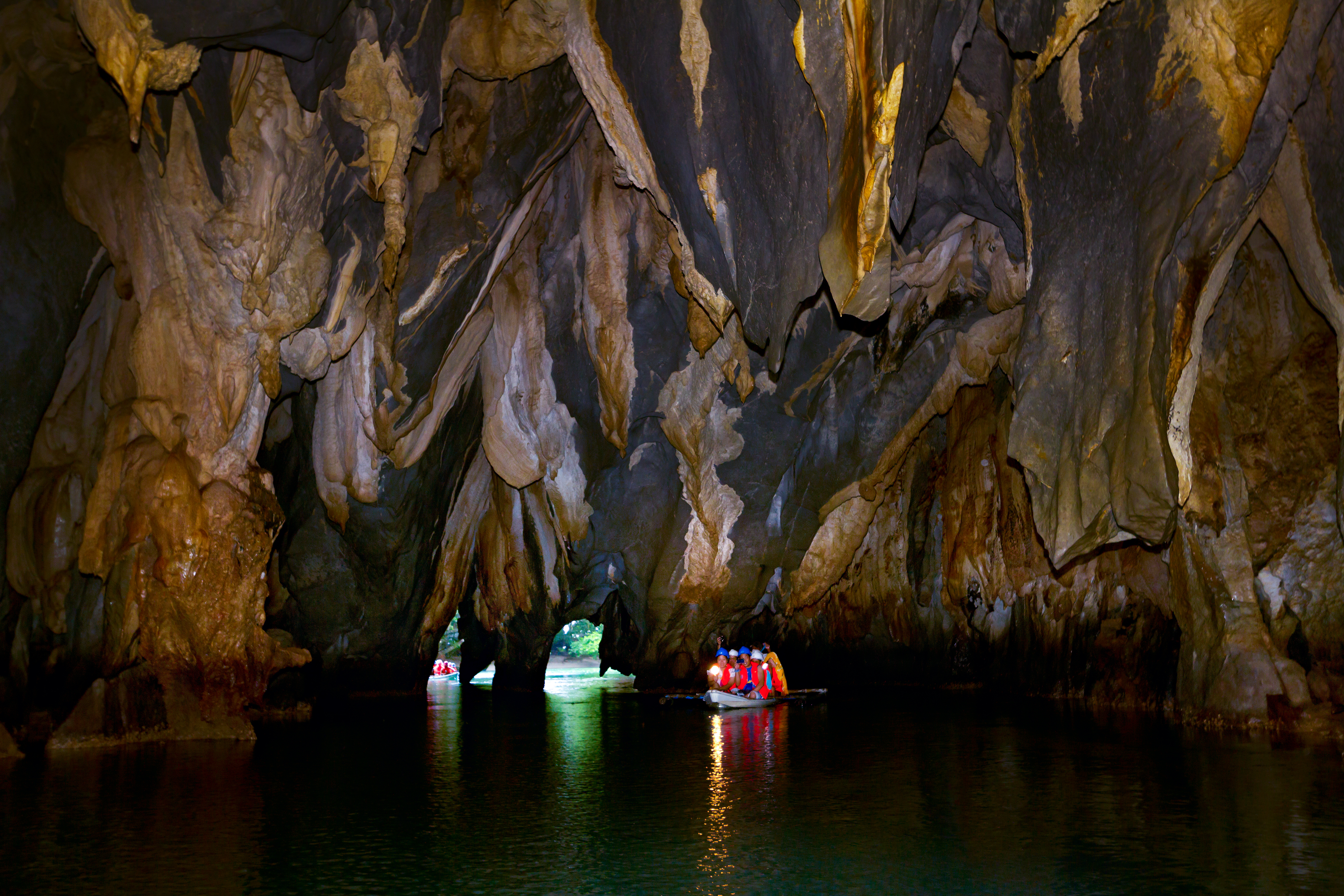
地下河內部
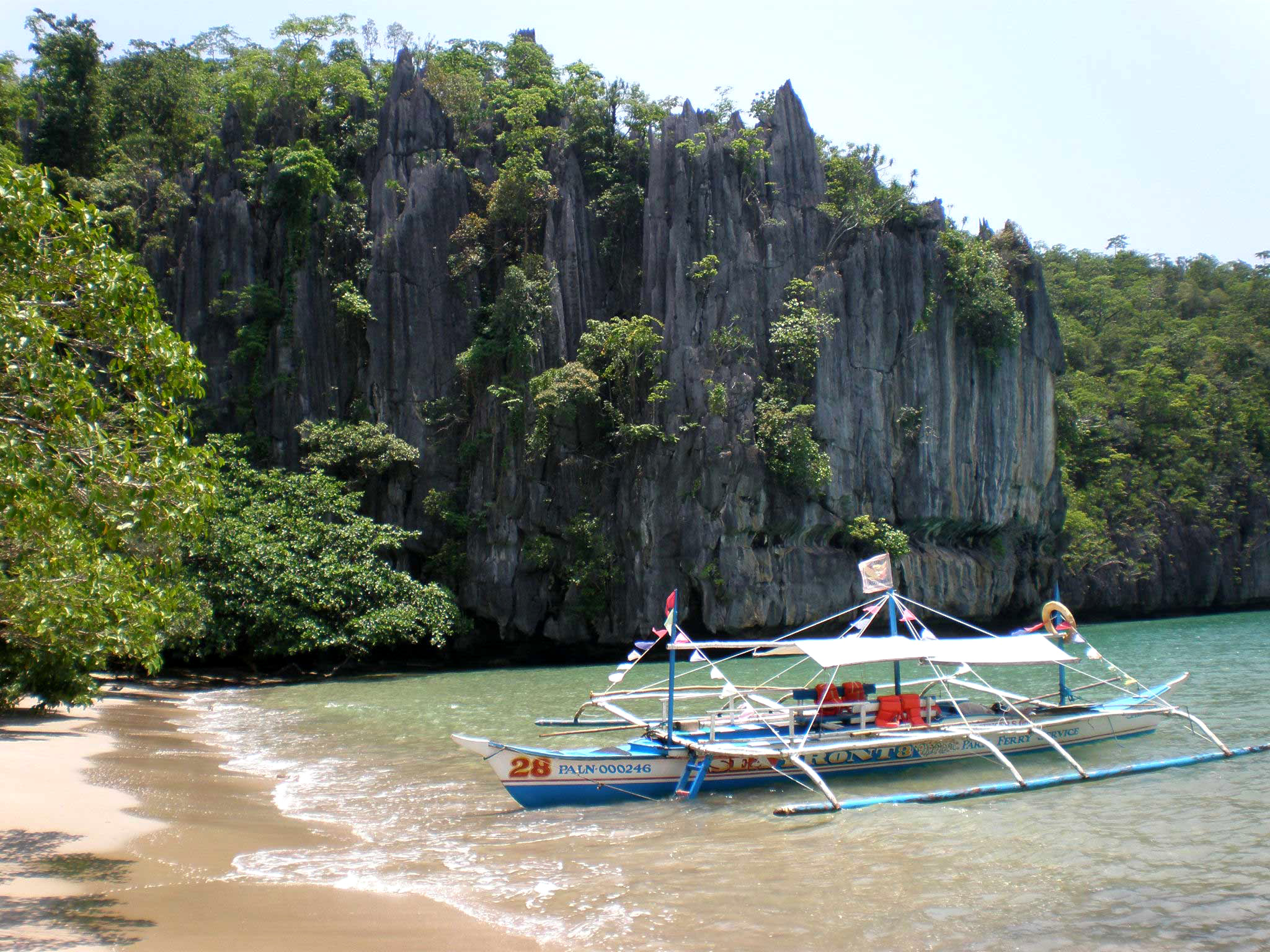
普林塞薩港地下河國家公園停泊區域

## 外部連結
- （英文）公主港地下河國家公園官方網站 （页面存档备份，存于）